# Международный мужской день

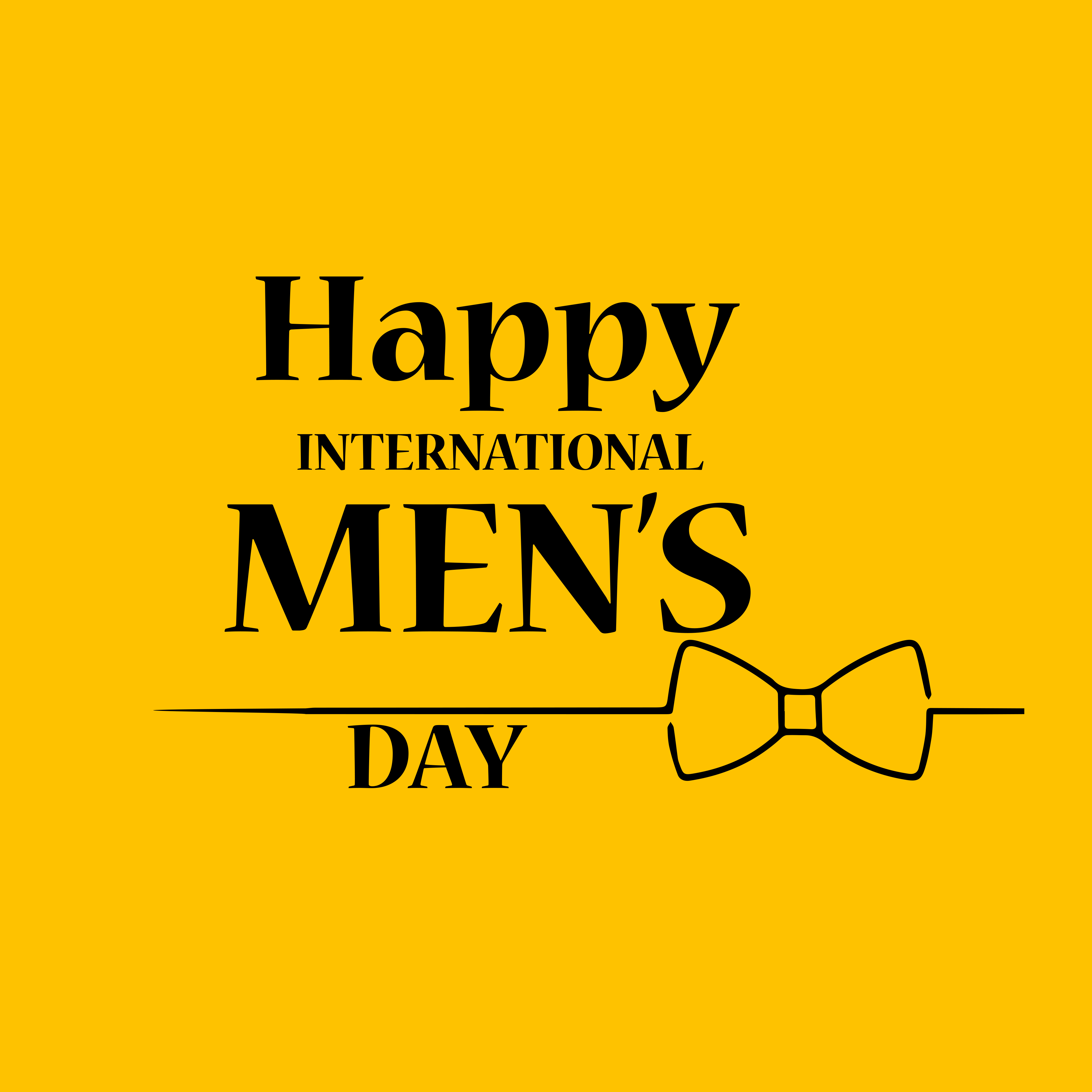

Междунаро́дный мужско́й день (англ. International Men's Day, IMD) — ежегодный международный праздник, отмечаемый 19 ноября. Впервые его отметили в 1999 году в Тринидаде и Тобаго. Впоследствии этот праздник нашёл поддержку в Австралии, странах Карибского бассейна, Северной Америки, Ближнего Востока, Европы и ООН.
Целями создания Международного мужского дня является привлечение внимания к гендерной дискриминации мужчин и к проблеме неравенства полов. Организаторы праздника делают упор на сохранение здоровья мальчиков и мужчин любого возраста, и подчёркивается позитивное влияние мужчин на семью и воспитание детей. Говоря от имени ЮНЕСКО, Ингеборг Брейнес, директор по связям с общественностью Бюро ЮНЕСКО в Женеве, а также бывший руководитель программы «Женщины и гендерное неравенство», отметила: «Это отличная идея, которая позволит улучшить гендерный баланс». Также она добавила, что ЮНЕСКО надеется на сотрудничество с организаторами IMD.
В настоящий момент праздник празднуется в более чем 59 странах мира, включая Беларусь, Россию, Украину, Великобританию, Канаду, Данию, Норвегию, Францию, Италию, Ирландию, Австралию, Индию, Китай, Тринидад и Тобаго, Ямайку, Румынию, ЮАР, Танзанию, Зимбабве, Ботсвану, Сейшельские острова, Бурунди, остров Мэн, Австрию, Боснию и Герцеговину, Пакистан, Кубу, Антигуа и Барбуду, Сент-Китс и Невис, Сент-Люсию, Гренаду и Каймановы острова, Венгрию, Гану, Сингапур, Мальту, Израиль и другие страны.

## История

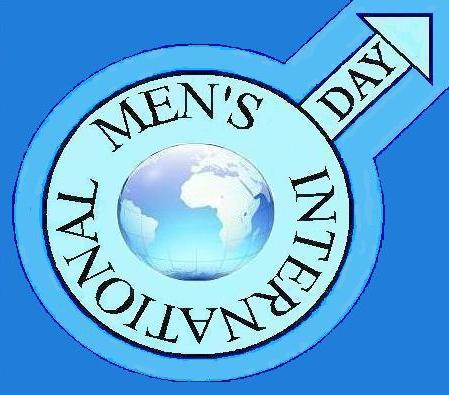
Международный день мужчин. Символ.

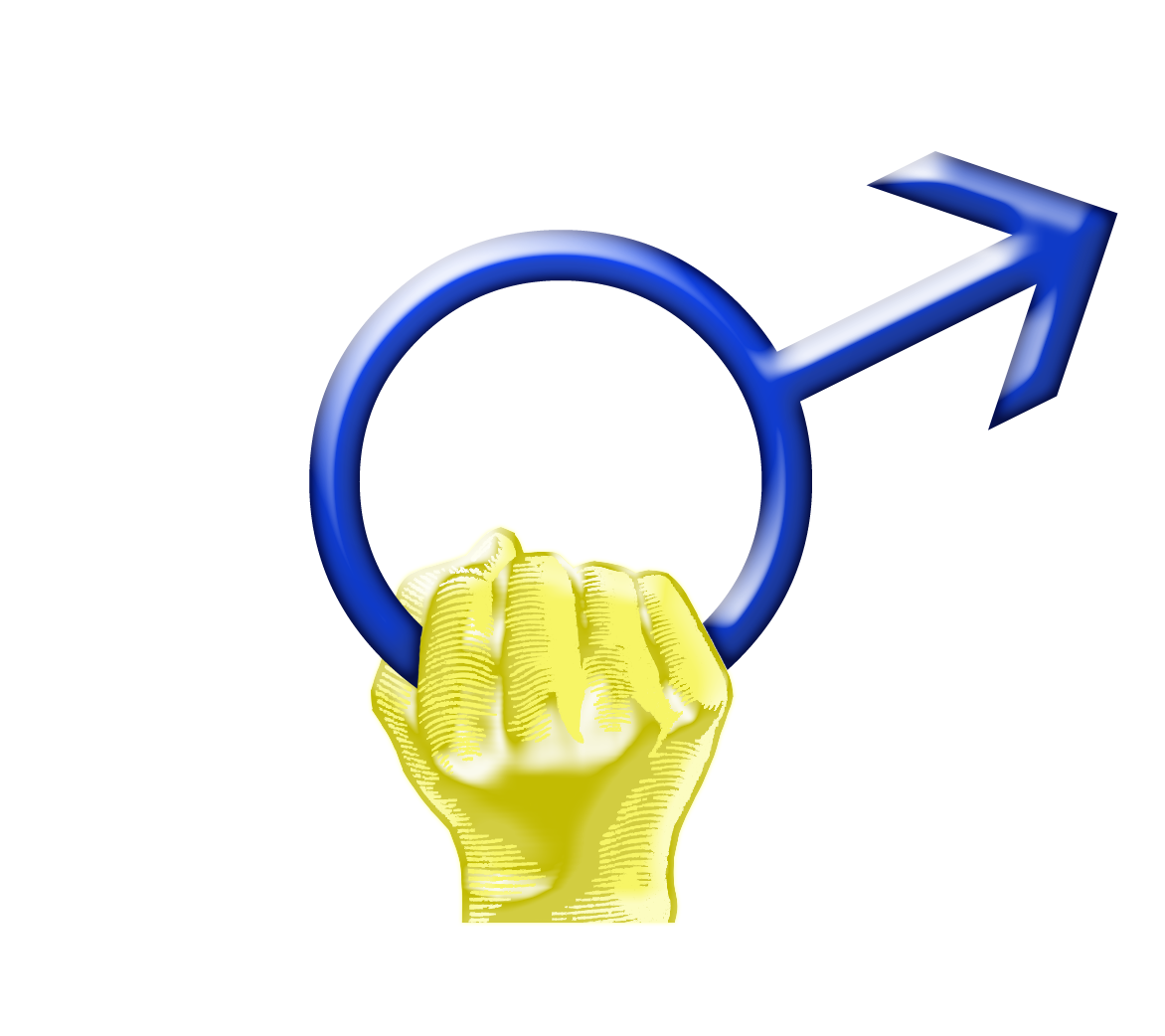
Символ Международного дня мужчин

Первые упоминания о Международном мужском дне отмечены в 1960-х годах, когда появились сообщения о том, что «многие люди призывают отмечать Международный мужской день 23 февраля по аналогии с Международным женским днём, отмечаемым 8 марта». В начале 1990-х годов организациями в США были проведены небольшие мероприятия в феврале по инициативе профессора Томаса Оастера (англ. Thomas Oaster), который руководил Центром мужских исследований при Университете города Миссури-Канзас (англ. Missouri–Kansas). Оастер способствовал успешному проведению праздника в 1994 году, но уже в 1995 году его попытки были безуспешными, и он отказался от планов празднования в последующие годы. Когда от празднования 23 февраля отказалась и Австралия, единственной страной, где отмечался праздник, стала Мальта, в которой, при поддержке Мальтийской ассоциации за права мужчин, он ежегодно отмечался в феврале до 2009 года, когда праздник решено было перенести на 19 ноября, чтобы отмечать его вместе с другими странами.
Идея празднования Международного мужского дня получила поддержку со стороны ООН, ЮНЕСКО и других стран.
Не следует путать его с отмечаемым в первую субботу ноября Всемирным днём мужчин и Международным днём защиты мужской нервной системы, о неофициальном праздновании которого 22 октября сообщали ряд СМИ.

### Тринидад и Тобаго
Жители Тринидад и Тобаго были первыми, кто отметил Международный мужской день 19 ноября. Это мероприятие было задумано и координировалось доктором Джеромом Тилуксингхом (англ. Dr. Jerome Teelucksingh) из Университета Вест-Индии. Тилуксингх объяснял свою инициативу так: «Я понял, что ни один день не является мужским… Некоторые скажут, что есть День отца, но как насчёт мальчиков, подростков и мужчин, которые не являются отцами?» Датой праздника Тилуксингх выбрал 19 ноября, день рождения своего отца. Также на выбор повлияло то, что 19 ноября 1989 года футбольная сборная Тринидад и Тобаго проводила важнейший матч отборочного турнира к чемпионату мира 1990. Для попадания на турнир тринидадцам хватало ничьей в домашнем матче против США, но встреча завершилась победой гостей со счётом 1:0. Тем не менее ожидания от матча и вера в успех сборной сплотила тринидадское общество, затмив все гендерные, религиозные или этнические разногласия.

## Празднование
По мнению создателей, Международный мужской день должен обратить внимание общества на проблемы дискриминации мужчин в области охраны здоровья, семейного права, образования, СМИ и в др., и показать положительное влияние мужчин и их достижения. За последние годы Международный мужской день стал включать в себя различные общественные семинары, мероприятия в школах, программы на радио и телевидении, мирные демонстрации и шествия, круглые столы, а также показы арт-объектов. Порядок празднования этого дня не является обязательным.
Пионеры IMD напоминают, что этот день не является прямым аналогом Международного женского дня и создан в целях освещения мужских проблем.
Каждый год праздник предлагает рассмотрение актуальных тем. Так, в 2002 году это была тема мира во всём мире, в 2003 — мужского здоровья, в 2007 — излечения и прощения, а в 2009 году — тема позитивной роли мужчин. Эти темы не являются обязательными и участники могут выступать со своими собственными темами для решения местных проблем.
В 2009 году были утверждены цели празднования Международного мужского дня:
- Поощрение позитивной ролевой модели мужчин. Не только кинозвёзд и спортсменов, но и обычных людей, которые живут достойной и честной жизнью.
- Чтобы отметить мужской положительный вклад в общество, государство, семью, брак, воспитание детей и в окружающую среду.
- Для сосредоточения внимания на мужском здоровье и социальном, эмоциональном, физическом, духовном благополучии.
- Для подчёркивания дискриминации в отношении мужчин в области социальных услуг, социальных отношений и права.
- Для улучшения отношений между полами и обеспечения гендерного равенства.
- Для создания более безопасного и лучшего мира, где люди могут развиваться, чтобы полностью раскрыть свой потенциал.

Отмечаемые задачи в последующие годы 
- 2011 — «Предоставление мальчикам наилучших условий в начале жизни»
- 2012 — «Способствование более долгой, счастливой и здоровой жизни мужчинам и мальчиков»
- 2013 — «Обеспечение безопасности мужчин и мальчиков»
- 2014 — «Совместная работа для мужчин и мальчиков»
- 2015 — «Работа по расширению возможностей при деторождении для мужчин»
- 2016 — «Остановите мужское самоубийство». Во всех странах, за исключением Китая, уровень самоубийств у мужчин выше, чем у женщин, в некоторых случаях до шести мужчин на каждую женщину, а ожидаемая продолжительность жизни у мужчин обычно меньше, чем у женщин во всех странах. С этой целью Организация «Глобальные действия по охране здоровья мужчин» (GAMH) хочет, чтобы Всемирная организация здравоохранения и другие международные органы общественного здравоохранения, а также правительства отдельных стран признали масштабы проблем, с которыми сталкиваются мужчины и мальчики, и приняли последовательные меры для их решения. Эта работа должна сопровождаться продолжающимися действиями по улучшению здоровья женщин и девочек.
- 2017 — «Празднование мужчин и мальчиков во всем их проявлении». Акцент на «…Призыв к действию для отдельных лиц, учреждений и предприятий к нововведениям, разработке и предоставлению средств, товаров и услуги, которые отвечают особым потребностям и задачам мужчин и мальчиков».
- 2018 — «Положительные мужские образцы для подражания»
- 2019 — «Изменение к лучшему для мужчин и мальчиков»
- 2020 — «Улучшение здоровья мужчин и мальчиков»
- 2021 — «Улучшение отношений между мужчинами и женщинами»
- 2022 — «Помощь мужчинам и мальчикам». В Австралии: «Празднование товарищества». «Мужчины, подающие пример».
- 2023 — «Ноль самоубийств среди мужчин». В Великобритании темы по-прежнему посвящены поддержке благополучия мужчин и мальчиков, поддержке мужских благотворительных организаций и позитивном отношении мужчин, мужественности и отцов.
- 2024 — «Позитивные мужские образцы для подражания»